# M/T Kalmar
M/T Kalmar je bio trajekt za lokalne linije, u sastavu flote hrvatskog brodara Jadrolinije. Brod je izgrađen 1951. godine u Kalmaru za Angbats Ab Kalmarsund pod imenom Kalmarsund VI. Plovio je na pruzi Kalmar - Farjestaden. Jadrolinija ga kupuje 1972. godine i daje mu ime Kalmar, a plovi uglavnom na prugama riječkog okružja. Kalmar je prodan 1999. poduzeću Šangulin d.o.o. iz Biograda n/m koji ga odmah preprodaje Meridianu s.r.L. iz Reggio di Calabrije. Izrezan je 2004. u Reggio di Calabriji.
Pokretao ga je jedan stroj Nohab - Polar, snage 783 kW i mogao je ploviti brzinom od 12 čvorova.
Imao je kapacitet prijevoza 650 osoba i 30 automobila.